# Ninja (Six Flags St. Louis)
Ninja is een stalen achtbaan in Six Flags St. Louis, gehuisvest in Eureka, Missouri. De achtbaan heeft een looping, een sidewinder en een dubbele kurkentrekker. De achtbaan zou eerst op het evenement Expo 86 worden geplaatst, maar doordat Arrow Dynamics failliet ging maakte Vekoma het project af en werd de achtbaan verplaatst naar Six Flags St. Louis.

## Kleur
Ninja was bij opening rood geverfd met ondersteuningen in het wit, en de treinen waren rood met een aantal strepen in het wit, en de schouderbeugels waren in het oranje. De achtbaan werd opnieuw geverfd in 1998 waarbij de baan zwart werd geverfd maar de rest hetzelfde bleef.
Huidig: American Thunder · Batman: The Ride · Boomerang · Mr. Freeze · Ninja · River King Mine Train · Pandemonium · Rookie Racer · Screamin' Eagle · The Boss
Verdwenen:
Rockin' Roller · Big Bend · Jet Scream